# InterContinental Warszawa
L'InterContinental Warszawa est un gratte-ciel et un hôtel construit entre 2001 et 2004 à Varsovie.
Haut de 164 m, c'est le plus grand hôtel de Pologne, le troisième plus grand en Europe et un des plus grands hôtels 5 étoiles du monde. Il contient 328 chambres et 45 étages. Aux 43e et 44e étages se trouve une piscine, la plus haute piscine intérieure d'Europe.